# میزوساوا، ایواته
میزوساوا، ایواته (به لاتین: Mizusawa, Iwate) یک منطقهٔ مسکونی در ژاپن است که در ناحیه توهوکو واقع شده‌است. میزوساوا ۶۰٬۲۳۹ نفر جمعیت دارد.